# Walter Brooke
Pour les articles homonymes, voir Brooke.
Walter Brooke est un acteur américain né le 13 octobre 1914 à New York, New York, et mort le 20 août 1986 à Los Angeles, en Californie (États-Unis).

## Filmographie

### Cinéma
- 1941 : La Charge fantastique (They Died with Their Boots On), de Raoul Walsh : Cadet Rosser
- 1941 : You're in the Army Now, de Lewis Seiler : Fonctionnaire (non crédité)
- 1942 : Échec à la Gestapo (All Through the Night), de Vincent Sherman : Reporter (non crédité)
- 1942 : Les Chevaliers du ciel (Captains of the Clouds), de Michael Curtiz : Duty officer (non crédité)
- 1942 : Bullet Scars (en), de D. Ross Lederman : Trooper Walter Leary
- 1942 : The Male Animal, d'Elliott Nugent : Reporter (non crédité)
- 1942 : Murder in the Big House, de B. Reeves Eason : Reporter
- 1942 : L'amour n'est pas en jeu (In this our life), de John Huston : Cab driver (non crédité)
- 1942 : La Glorieuse Parade (Yankee Doodle Dandy), de Michael Curtiz : Reporter (non crédité)
- 1942 : Les Folles Héritières (The Gay Sisters), d'Irving Rapper : Reporter (non crédité)
- 1942 : Sabotage à Berlin (Desperate Journey), de Raoul Walsh : Flight Sgt. Warwick (non crédité)
- 1943 : The Iron Major (en), de Ray Enright : Lt. Stone (non crédité)
- 1949 : C-Man (en), de Joseph Lerner : Joe
- 1955 : La Conquête de l'espace (Conquest of Space), de Byron Haskin : Gén. Samuel T. Merritt
- 1958 : The Party Crashers, de Bernard Girard : Mr Webster
- 1961 : Bloodlust! (en), de Ralph Brooke : Dean Gerrard
- 1962 : Les Amours enchantées (The Wonderful World of the Brothers Grimm), d'Henry Levin et George Pal : le maire ('The Cobbler and the Elves')
- 1964 : Rivalités (Where Love Has Gone), de Edward Dmytryk : Banquier (non crédité)
- 1967 : Le Lauréat (The Graduate), de Mike Nichols : Mr McGuire
- 1968 : L'odyssée d'un sergent (en) (Sergeant Ryker), de Buzz Kulik : Col. Arthur Merriam
- 1968 : Les Tiens, les Miens, le Nôtre (Yours, Mine and Ours), de Melville Shavelson : Howard Beardsley
- 1968 : How Sweet It Is!, de Jerry Paris : Haskell Wax
- 1969 : La Boîte à chat (Daddy's Gone A-Hunting), de Mark Robson : Jerry Wolfe
- 1969 : Les Naufrages de l'espace (Marooned), de John Sturges : Network commentator
- 1970 : Le Propriétaire (The Landlord), d'Hal Ashby : William Enders Sr.
- 1970 : Tora ! Tora ! Tora !, de Richard Fleischer[1] : Capt. Theodore Wilkinson
- 1970 : Zigzag, de Richard A. Colla : Adam Mercer
- 1971 : The Return of Count Yorga (en), de Bob Kelljan : Bill Nelson
- 1971 : L'Homme de la loi (Lawman), de Michael Winner : Luther Harris
- 1971 : Le Mystère Andromède (The Andromeda Strain), de Robert Wise : Assistant to Cabinet Secretary (non crédité)
- 1973 : Un petit Indien, (One Little Indian), de Bernard McEveety : le docteur
- 1973 : Complot à Dallas (Executive Action), de David Miller : Smythe
- 1974 : Harrad Summer, de Steven Hilliard Stern : Sam Grove
- 1975 : La Trahison se paie cash (en) (Framed), de Phil Karlson : Sén. Tatum
- 1975 : Un jour, une vie (The Other Side of the Mountain), de Larry Peerce : Dean
- 1976 : Le Bus en folie (The Big Bus), de James Frawley : Mr Ames
- 1976 : Monsieur Saint-Ives (St. Ives), de J. Lee Thompson : Mickey
- 1977 : Beyond Reason (en), de Telly Savalas :
- 1977 : Touche pas à mon gazon (Fun with Dick and Jane), de Ted Kotcheff : Jim Weeks
- 1977 : Black Sunday, de John Frankenheimer : Fowler
- 1979 : North Dallas Forty, de Ted Kotcheff : Docteur
- 1979 : In Search of Historic Jesus, de Henning Schellerup : Joseph d'Arimathie
- 1980 : Le Plus Secret des agents secrets (The Nude Bomb), de Clive Donner : Ambassadeur américain
- 1981 : Separate Ways, d'Howard Avedis : Lawrence Stevens
- 1981 : Le Prince de New York (Prince of the City), de Sidney Lumet : le juge
- 1985 : À double tranchant (Jagged Edge), de Richard Marquand : Duane Bendix

### Télévision
- 1949 : One Man's Family (en) (série télévisée) : Bill Herbert #2 (1950-1952)
- 1953 : Three Steps to Heaven (en) (série télévisée) : Bill Morgan #3
- 1954 : The Brighter Day (en) (série télévisée) : Donald Harrick (1956-1958)
- 1965 : Paradise Bay (en) (série télévisée) : Walter Montgomery
- 1967 et 1968 : Les Mystères de l'Ouest (The Wild Wild West), de Michael Garrison (série télévisée)
  - La Nuit de la Légion de la Mort (The Night of the Legion of Death) : Le Procureur (Saison 3 - épisode 12, de Alex Nicol, 1967)
  - La Nuit du Sarcophage (The Night of the Egyptian Queen) : Finley (Saison 4 - épisode 8, de Marvin J. Chomsky, 1968)
- 1970 : San Francisco International (en) (TV) : Clifford Foster
- 1971 : Sarge (en) (TV) : Rector
- 1971 : Owen Marshall, Counsellor at Law (en) (TV) : Dr Ray Baldwin
- 1971 : A Tattered Web (TV) : Lt. Preston
- 1972 : The Astronaut (TV) : Tom Everett
- 1969 : Bright Promise (en) (série télévisée) : Mr Gibson (1972)
- 1974 : The Stranger Who Looks Like Me (en) (TV) : Mr Denver
- 1974 : Winter Kill (en) (TV) : Ben
- 1974 : Nightmare at 43 Hillcrest (TV) : Michael Moran
- 1974 : The Chadwick Family (TV) : Dr Simon
- 1975 : Stowaway to the Moon (en) (TV) : Whitehead
- 1975 : The Honorable Sam Houston (TV)
- 1976 : Time Travelers (TV) : Dr Stafford
- 1976 : Street Killing (TV) : The Major
- 1976 : La Petite Maison dans la prairie (The House on the Prairie) (série télévisée) : Sandler (Saison 3 - épisode 4, "La course" (The Race))
- 1977 : The Pinballs (TV) : Mr Mason
- 1977 : L'Homme qui valait trois milliards (The Six Million Dollar Man) (série télévisée) : Général Wiley (Saison 4 - épisode 15, "La sonde de la mort - partie1"  (The Death Probe - part 1))
- 1977 : L'Homme qui valait trois milliards (The Six Million Dollar Man) (série télévisée) : Dr Tellman (Saison 5 - épisode 8, "Mission lune - 1re partie" (Dark Side of the Moon - Part 1))
- 1978 : The New Adventures of Heidi (TV) : Cousin Tobias
- 1979 : Like Normal People (TV) : Minist4
- 1979 : Mirror, Mirror (TV) : Dr Samuel Shaw
- 1979 : Beggarman, Thief (TV) : American Intelligence Agent
- 1980 : Make Me an Offer (en) (TV) : Glenn Harris
- 1980 : The Heartbreak Winner (TV)
- 1981 : À l'est d'Eden (East of Eden) (feuilleton TV)
- 1981 : Scruples (en) (TV) : Dr Rutgers
- 1981 : Hymne à l'amour (Advice to the Lovelorn) (TV) : Walter Sheehan
- 1982 : The Blue and the Gray (feuilleton TV) : Gén. Herman Haupt
- 1982 : La Petite Maison dans la prairie (The House on the Prairie) (série télévisée) : le juge Simpson (Saison 9 - épisode 7, "L'enfant sauvage (2/2)" (The Wild Boy: Part 2))
- 1983 : White Water Rebels (TV) : Leonard Phelps